# Вада міжпередсердної перегородки
Дефе́кт міжпередсе́рдної пере́городки або атріосепта́льний дефе́кт (англ. Atrial Septal Defect) — вроджена вада серця, при якій наявний анатомічний дефект у перегородці між правим та лівим передсердям.

## Етіологія
Фактором, який впливає на розвиток дефекту, може бути некорегований цукровий діабет вагітної, що призводить до народження дитини з різними вадами серця. Найбільш шкідливий вплив тератогенних факторів в період фетального органогенезу. Такий термін починається з 18-го дня гестації і закінчується до 29-го дня — для транспозиції магістральних судин, тетради Фалло, атрезії легеневих артерій, до 33-го дня — для спільного артеріального стовбура та інших дефектів міжпередсердної та міжшлуночкової перегородки, до 39-го дня — ДМШП і до 50-го дня — для вторинних ДМШП.